# John Dalrymple, XII conte di Stair
John James Hamilton Dalrymple, XII conte di Stair (1º febbraio 1879 – 4 novembre 1961), è stato un politico scozzese.

## Biografia
Era il figlio di John Dalrymple, XI conte di Stair, e di sua moglie, Susan Harriet Grant-Suttie. 

## Carriera
Dalrymple combatté nella Seconda guerra boera e nella prima guerra mondiale, dove fu catturato dai tedeschi. Sedette come membro del Parlamento per il Wigtownshire (1906-1914), quando egli succedette al padre nella contea ed entrò alla Camera dei lord. 
Fu Lord High Commissioner to the General Assembly of the Church of Scotland (1927-1928).
Massone, è stato il settantottesimo Gran maestro della Gran loggia di Scozia.

## Matrimonio
Sposò, il 20 ottobre 1904, Violet Evelyn Harford, figlia di Frederick Harford. Ebbero sei figli:
- Lady Jean Margaret Florence Dalrymple (15 agosto 1905–2001), sposò Hugh Rankin, ebbero due figli;
- John Dalrymple, XIII conte di Stair (1906–1996);
- Lady Marion Violet "Snowy" Dalrymple (1º febbraio 1908–1995), sposò Richard Philipps, ebbero due figli;
- Hew North Dalrymple (27 aprile 1910–24 maggio 2012), sposò Mildred Helen Egerton, ebbero un figlio;[2]
- Andrew William Henry Dalrymple (1914–1945);
- Colin James Dalrymple (1920)[3].

## Morte
Morì il 4 novembre 1961.

## Ascendenza
|                                    |                                  |                                       | Genitori                                                           |  |  | Nonni |  |  | Bisnonni                           |  |  | Trisnonni                    |  |
|                                    |                                  |                                       |                                                                    |  |  |       |  |  | North Dalrymple, IX conte di Stair |  |  | John Dalrymple, IV baronetto |  |
|                                    |                                  |                                       |                                                                    |  |  |       |  |  | North Dalrymple, IX conte di Stair |  |  | John Dalrymple, IV baronetto |  |
|                                    |                                  | Elizabeth Hamilton-Makgill            |                                                                    |  |  |       |  |  | North Dalrymple, IX conte di Stair |  |  |                              |  |
| John Dalrymple, X conte di Stair   |                                  |                                       |                                                                    |  |  |       |  |  | North Dalrymple, IX conte di Stair |  |  |                              |  |
|                                    |                                  | Margaret Penny                        | James Penny                                                        |  |  |       |  |  |                                    |  |  |                              |  |
|                                    |                                  | Margaret Penny                        | James Penny                                                        |  |  |       |  |  |                                    |  |  |                              |  |
|                                    |                                  | Margaret Penny                        | …                                                                  |  |  |       |  |  |                                    |  |  |                              |  |
| John Dalrymple, XI conte di Stair  |                                  | Margaret Penny                        |                                                                    |  |  |       |  |  |                                    |  |  |                              |  |
|                                    |                                  | Auguste de Franquetot de Coigny       | Casimir de Franquetot, marchese di Coigny                          |  |  |       |  |  |                                    |  |  |                              |  |
|                                    |                                  | Auguste de Franquetot de Coigny       | Casimir de Franquetot, marchese di Coigny                          |  |  |       |  |  |                                    |  |  |                              |  |
|                                    |                                  | Auguste de Franquetot de Coigny       | Louise Marthe de Conflans d'Armentieres                            |  |  |       |  |  |                                    |  |  |                              |  |
| Louisa de Franquetot de Coigny     |                                  | Auguste de Franquetot de Coigny       |                                                                    |  |  |       |  |  |                                    |  |  |                              |  |
|                                    |                                  | Henrietta Dalrymple-Hamilton          | Hew Dalrymple-Hamilton, IV baronetto                               |  |  |       |  |  |                                    |  |  |                              |  |
|                                    |                                  | Henrietta Dalrymple-Hamilton          | Hew Dalrymple-Hamilton, IV baronetto                               |  |  |       |  |  |                                    |  |  |                              |  |
|                                    |                                  | Henrietta Dalrymple-Hamilton          | Jane Duncan                                                        |  |  |       |  |  |                                    |  |  |                              |  |
| John Dalrymple, XII conte di Stair |                                  | Henrietta Dalrymple-Hamilton          |                                                                    |  |  |       |  |  |                                    |  |  |                              |  |
|                                    | George Grant-Suttie, V baronetto | James Grant-Suttie, IV baronetto      |                                                                    |  |  |       |  |  |                                    |  |  |                              |  |
|                                    | George Grant-Suttie, V baronetto | James Grant-Suttie, IV baronetto      |                                                                    |  |  |       |  |  |                                    |  |  |                              |  |
|                                    | George Grant-Suttie, V baronetto | Katherine Isabella Hamilton           |                                                                    |  |  |       |  |  |                                    |  |  |                              |  |
| James Grant-Suttie, VI baronetto   | George Grant-Suttie, V baronetto |                                       |                                                                    |  |  |       |  |  |                                    |  |  |                              |  |
|                                    |                                  | Harriet Wemyss-Charteris              | Francis Wemyss-Charteris, VIII conte di Wemyss e IV conte di March |  |  |       |  |  |                                    |  |  |                              |  |
|                                    |                                  | Harriet Wemyss-Charteris              | Francis Wemyss-Charteris, VIII conte di Wemyss e IV conte di March |  |  |       |  |  |                                    |  |  |                              |  |
|                                    |                                  | Harriet Wemyss-Charteris              | Margaret Campbell                                                  |  |  |       |  |  |                                    |  |  |                              |  |
| Susan Grant-Suttie                 |                                  | Harriet Wemyss-Charteris              |                                                                    |  |  |       |  |  |                                    |  |  |                              |  |
|                                    |                                  | James Innes-Ker, VI duca di Roxburghe | James Innes-Ker, V duca di Roxburghe                               |  |  |       |  |  |                                    |  |  |                              |  |
|                                    |                                  | James Innes-Ker, VI duca di Roxburghe | James Innes-Ker, V duca di Roxburghe                               |  |  |       |  |  |                                    |  |  |                              |  |
|                                    |                                  | James Innes-Ker, VI duca di Roxburghe | Harriet Charlewood                                                 |  |  |       |  |  |                                    |  |  |                              |  |
| Susan Innes-Ker                    |                                  | James Innes-Ker, VI duca di Roxburghe |                                                                    |  |  |       |  |  |                                    |  |  |                              |  |
|                                    |                                  | Susanna Dalbiac                       | James Charles Dalbiac                                              |  |  |       |  |  |                                    |  |  |                              |  |
|                                    |                                  | Susanna Dalbiac                       | James Charles Dalbiac                                              |  |  |       |  |  |                                    |  |  |                              |  |
|                                    |                                  | Susanna Dalbiac                       | Susanna Isabella Dalton                                            |  |  |       |  |  |                                    |  |  |                              |  |
|                                    |                                  | Susanna Dalbiac                       |                                                                    |  |  |       |  |  |                                    |  |  |                              |  |